# Lampridiformes
El orden Lampridiformes es el único del superorden Lampridiomorpha, peces marinos actinopterigios pelágicos.
Divergieron del resto de peces actinopterigios al final del Cretácico, hace 60 a 70 millones de años, por lo que sólo se parecen a su orden hermano Myctophiformes.

## Morfología
La forma del cuerpo es muy variada, pero en general son aplastados y largos. No presentan verdaderas espinas en las aletas, aunque sí que tienen vértebras. Las mandíbulas son altamente protusibles. La aleta dorsal es larga y tiende a ocupar todo el dorso. Han perdido las escamas.

## Familias
En la actualidad existen siete familias:
- Lamprididae - opahs
- Lophotidae - peces flecos
- Radiicephalidae
- Regalecidae - peces remo
- Stylephoridae - ojilargos
- Trachipteridae - listoncillos
- Veliferidae - peces luna

También existe una familia extinta:
- †Turkmenidae